# Токійська мечеть
Токійська мечеть (яп. 東京 ジ ャ ー ミ イ — То:кьо: дзя:міі) — найбільша мечеть Токіо й Японії, в спеціальному районі Шібуя, відкрита 30 червня 2000 року.

## Історія
Спочатку мечеть була побудована разом із сусідньою школою 12 травня 1938 року іммігрантами — башкирами та татарами з Росії, які прибули до Японії після Жовтневої революції. Він був зроблений під керівництвом Абдурешида Ібрагіма, першого імама мечеті та Абдулхая Курбана Алі.
У 1986 мечеть довелося знести через серйозні структурні пошкодження. За підтримки Турецького управління релігійних справ нове будівництво було розпочато у 1998.
Мечеть прикрашають орнаменти в османському стилі. Близько 70 турецьких майстрів виконували обробні деталі, а значна кількість мармуру була завезена з Туреччини. Будівництво було завершено у 2000 році вартістю близько 1,5 мільярда єн.

## Галерея

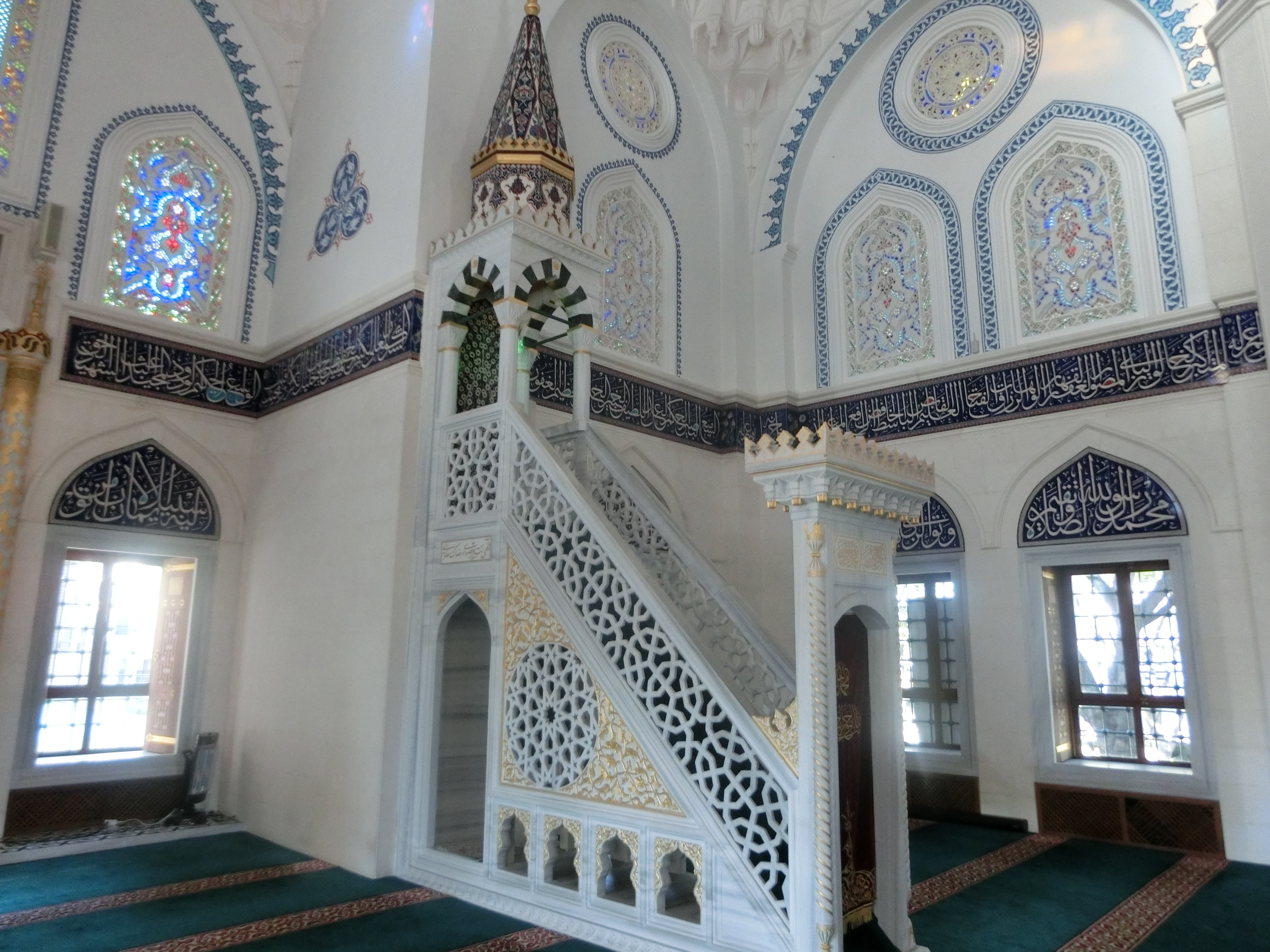
Мінбар
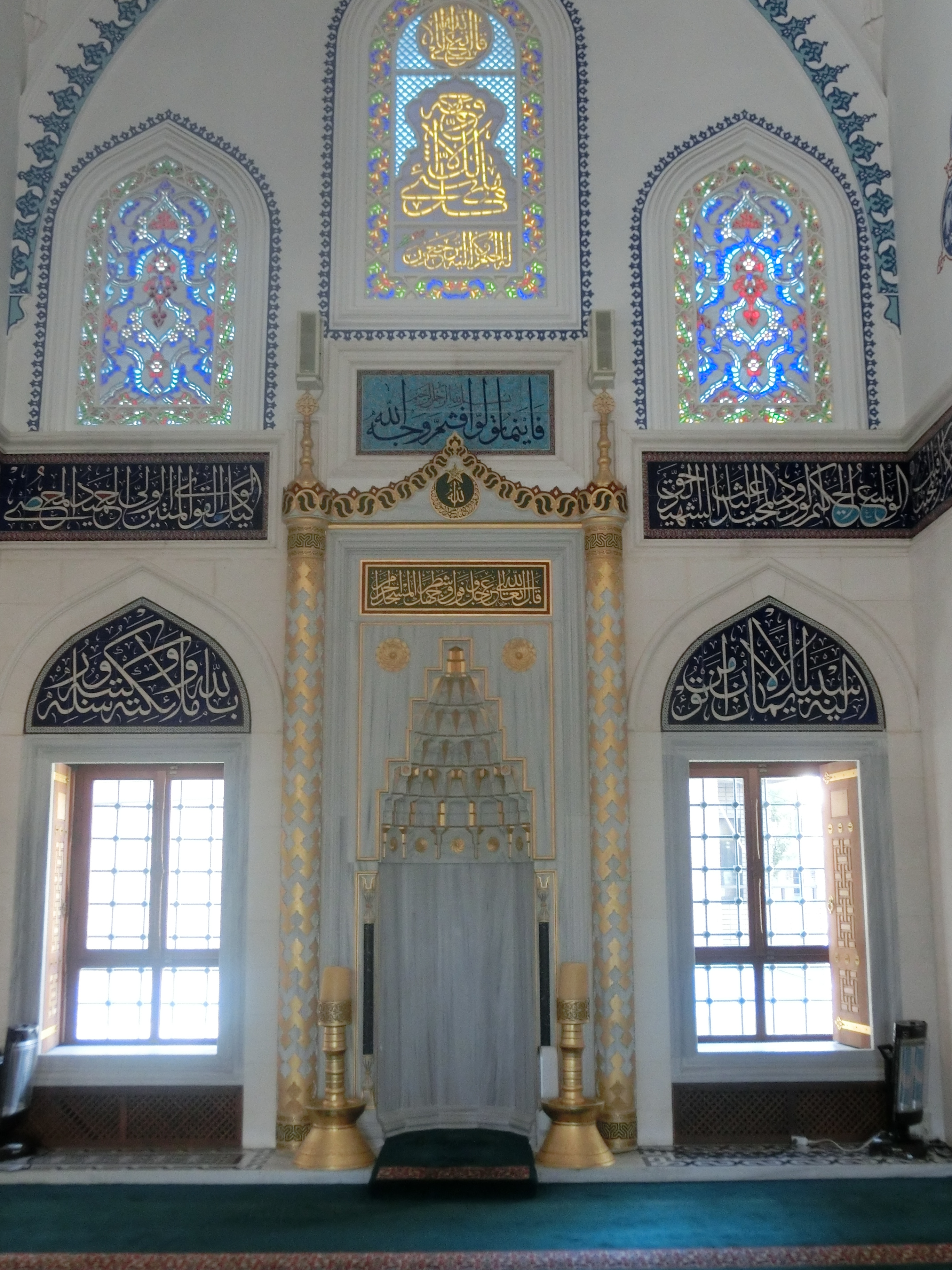
Міхраб
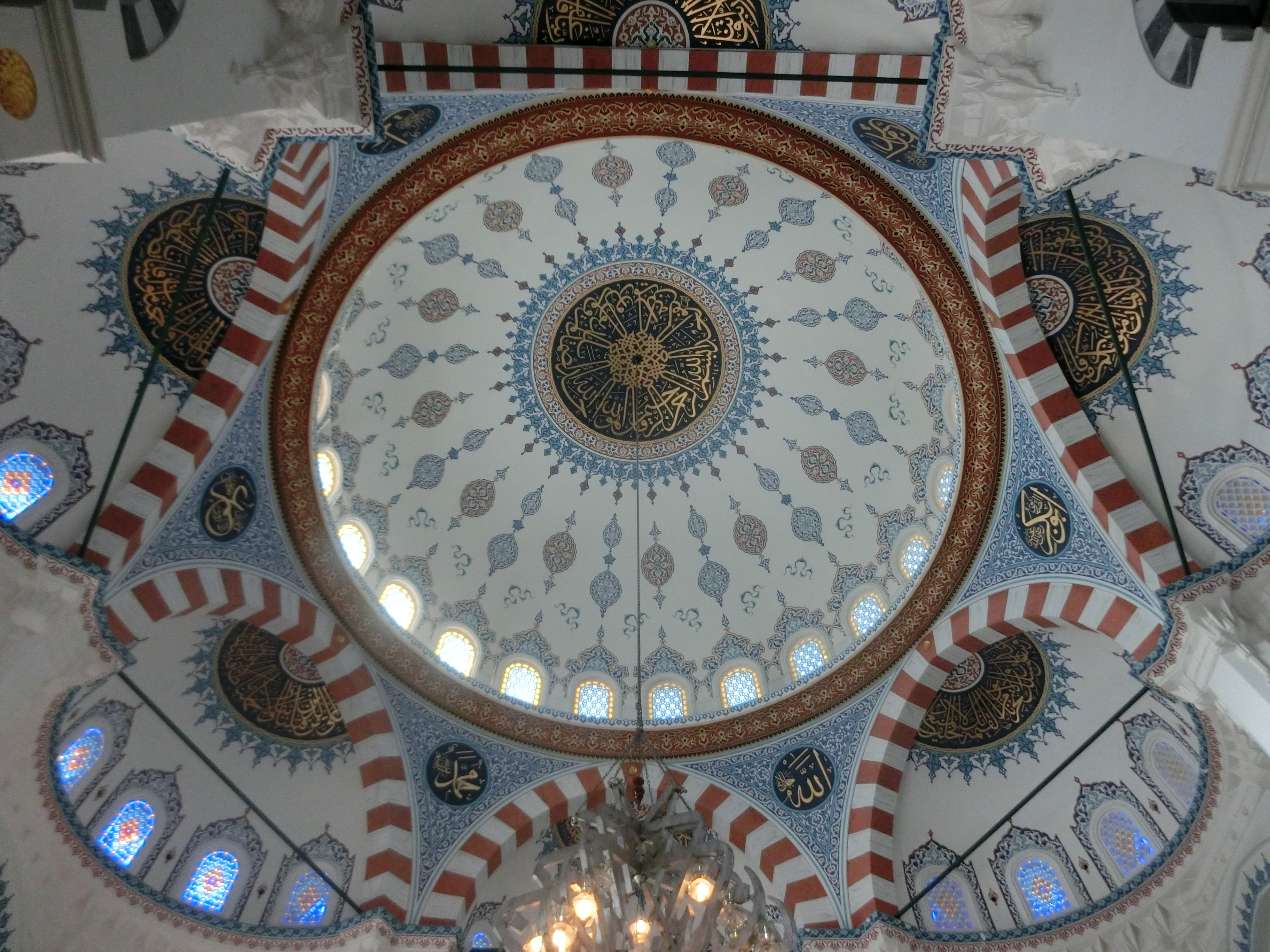
Купол